# Seaton (Cumbria)
Seaton es una localidad situada en el condado de Cumbria, en Inglaterra (Reino Unido). Tiene una población estimada, a mediados de 2019, de 4911 habitantes.
Se encuentra ubicada al norte de la región Noroeste de Inglaterra, cerca de la frontera con Escocia y con la región Nordeste de Inglaterra y de la costa del mar de Irlanda.